# Harpia harpyja
Acvila harpia (Harpia harpyja) este o pasăre din ordinul Accipitriforme, familia Accipitridae, care trăieste în zona neotropicală. Trăiește în păduri cu multe precipitații.
Se numește de asemenea acvilă coronată, deși acest nume este dat și altor specii, Stephanoaetus coronatus și Harpyhaliaetus coronatus.
Dimensiunile medii ale femelei de acvilă harpia sunt de 100 cm lungime, 200 cm anvergură și greutate de 7,5 kg. Masculul are dimensiunile mai mici (96 cm anvergură și o greutate de 4,5 kg. Acvila harpia este a doua ca mărime din lume, fiind depășită doar de acvila filipineză (Pithecophaga jefferyi). Penajul este gri pe cap, negru pe spate, partea superioară a aripilor și pe abdomen. Coada este neagră cu trei linii gri. Are o creastă de fulgi erectilă pe cap. Acvila harpia are un cioc puternic și gheare care pot ajunge la o lungime de 15 cm. Poate trăi până la 40 ani.
Vârsta reproductivă începe la 4/5 ani. Construiește cuiburi cu ramuri intersectate în arborii înalți (20-40m). În aceste cuiburi femela depune 1/2 ouă care incubeaza 56 zile.
Este un animal răpitor și prăzile sale favorite sunt maimuțe și leneși; de asemenea se alimentează cu reptile (iguane verzi, serpi) și alte păsări. În ciuda mărimii are abilitatea de a pătrunde în vegetația deasă și de a vâna, este unul dintre animalele cele mai puternice în raport cu greutatea sa, ea putând ridica în zbor de trei ori propria greutate.
Aria sa de răspândire cuprinde sud-estul Mexicului trecând prin America Centrală, până în sud-estul Braziliei și nordul Argentinei. Trăiește pe ambele părți ale Americii de sud, pe coasta Atlanticului dar și pe coasta Pacificului.
Numele său provine de la Harpie, monstru jumătate femeie și jumătate pasăre din mitologia greacă.